# Municipalité de Hidalgotitlán

La municipalité de Hidalgotitlán est l'une des 212 municipalités de l'État de Veracruz, au Mexique, et est située dans la partie sud-est de cet État. Elle occupe la rive orientale du fleuve Río Coatzacoalcos, dans la plaine côtière du golfe du Mexique, pour la partie nord de son territoire, et s'appuie sur les premiers reliefs de la Sierra Madre de Chiapas pour sa partie sud. Elle fait partie de l'isthme de Tehuantepec, couloir de communication entre les océans Atlantique et Pacifique. Elle fait également partie de la Région Olmeca, qui est l'une des subdivisions administratives de l'État de Veracruz.

## Géographie
La municipalité de Hidalgotitlán s'étend du nord au sud sur la rive orientale du fleuve Río Coatzacoalcos, qui la délimite à l'ouest, tandis que l'un de ses affluents, le Río Coachapan, la délimite pour partie à l'est. Elle également prend appui à l'extrême sud sur les premiers reliefs du massif montagneux de la Sierra Madre de Chiapas. Son chef-lieu Hidalgotitlán occupe la partie nord de son territoire, sur la rive est du Río Coatzacoalcos. D'une superficie de 1064,6 km2, elle est peuplée de 18 275 habitants, et possède une densité de 17,2 habitants par km2.
Elle est limitrophe au nord-ouest de la municipalité de Jáltipan, à l'ouest de celles Texistepec et Jesús Carranza, au sud de celle de Uxpanapa, et à l'est de celle Minatitlán.

## Composition et démographie
La municipalité est composée en 2010 de 162 localités, dont une seule est considérée comme urbaine, les autres étant rurales.
| Localité                        | Population |
| ------------------------------- | ---------- |
| Hidalgotitlán                   | 4106       |
| Vicente Guerrero                | 1173       |
| Licenciado Gabriel Ramos Millán | 635        |
| San Carlos                      | 619        |
| El Macayal                      | 565        |
| Reste des localités             | 11 177     |
| Total population                | 18 275     |

En plus de l'espagnol, plusieurs langues amérindiennes sont parlées dans la municipalité, dont les principales sont par ordre d'importance : le chinantèque, le mixe, le nahuatl et le popoluca.

## Histoire
Le territoire de la municipalité comprend un site archéologique olmèque, dans la localité d'El Manatí.
Le chef-lieu de la municipalité fut fondé en 1826 par Tadeo Ortíz, sous le nom de Hidalgópolis. Le nom de Hidalgotitlán ne fut pris que plus tardivement.

## Économie

### Agriculture et élevage
La superficie des parcelles semées représentait, en 2019, une superficie totale de 11 742 hectares, parmi lesquels 8280 hectares voués à la culture du maïs, 2186 hectares à la culture de l'hévéa et 944 hectares à la culture des oranges.
En 2020, la production de viande par tonnes comprenait 14 276,3 tonnes de viande bovine, 1686 tonnes de viande porcine, 240,8 tonnes de viande ovine, 36,8 tonnes de volailles et 32,6 tonnes de dinde. La superficie vouée à l'élevage représentait alors 82 796 hectares.